# Эшма (район Рудаки)
Эшма (тадж. Эшма) — село в районе Рудаки Республики Таджикистан. 
Входит в состав джамоата (сельской общины) Россия района Рудаки.
Находится на территории района Абдурахмана Джоми Хатлонской области, на расстоянии 48 км от райцентра (пгт. Сомониён) и 60 км от центра общины (село Куштеппа).
Население — 76 чел. (2017).